# Левалуа, Кристоф
Кристо́ф Левалуа́ (фр. Christophe Levalois; род. 18 июня 1959, Бордо) — французский писатель, журналист, редактор сайта Orthodoxie.com, священник Экзархата русских церквей в Западной Европе Константинопольского Патриархата, в 2010—2017 годы был священником Экзархата приходов русской традиции в Западной Европе.

## Биография
Его ранние эссе были посвящены главным образом изучению различных символов и мифов.
С 1999 года, с принятием православия писатель всё чаще обращается в своих произведениях к вопросам духовности и роли христианских ценностей в современном мире.
В январе 2005 года в Париже, совместно с другим православным священником протоиереем Живко Паневым, Кристоф Левалуа создаёт первый информационный сайт на французском языке Orthodoxie.com, освещающий актуальные события и жизнь Православной Церкви в международном масштабе. 1 августа 2007 года в храме святого Серафима Саровского в Париже архиепископом Команским Гавриилом (де Вильдером) был посвящен в иподиакона. 27 октября того же года там же и тем же иерархом был рукоположен в сан диакона. 24 мая 2010 года тем же иерархом и там же был рукоположен в сан священника. Служил в клире храма Святого Серафима Саровского в Париже, настоятелем которого был протоиерей Николай Чернокрак. В 2016 году после долгих размышлений «выразил свое желание оставить священство. Я открываю его нескольким людям, в том числе моему епископу, епископу Хариупольскому Иоанну. С одной стороны, это слишком тяжелый груз и в конечном итоге ставит под угрозу мое здоровье. С другой стороны, я хочу перестроить свою жизнь». Продолжал служить до лета 2017 года «чтобы переход был организован мирно и естественно», а приход успел подыскать замену. После этого он вновь обратился к архиепископу Иоанну (Реннето), который в конце концов предоставил ему каноническую отставку в начале октября 2017. Лишён сана 6 октября 2020 года решением церковного суда Западноевропейской архиепископии Русских приходов. Решение было утверждено епископским комитетом 14 октября того же года

## Художественная деятельность
С 2009 года Кристоф Левалуа сотрудничает с белорусской художницей Ириной Котовой. 2 июня 2009 года творчество этой художницы было представлено в докладе Кристофа Левалуа в Национальном институте истории искусств в Париже. В 2010 году альбом произведений Ирины Котовой Воображаемый Париж (фр. Paris imaginaire) на трёх языках (русском, французском и белорусском) был подготовлен и издан совместно с Кристофом Левалуа, который написал серию текстов к избранным композициям художницы (Минск, ISBN 985-689-339-9).
Евгений Шунейко — кандидат искусствоведения, доцент БГАИ, подчёркивает важную роль соавтора альбома Ирины Котовой в реализации её парижского проекта: «Ещё одно обстоятельство значительно повысило уровень проекта „Воображаемый Париж“: вместе с художницей в нём принимал участие талантливый французский писатель и священник Кристоф Левалуа. Под впечатлением от пастелей Ирины Котовой он написал ряд посвящений близким его сердцу парижским мотивам и, одновременно, художественным произведениям, которые произвели на него большое эстетическое воздействие. В этом можно убедиться, листая страницы альбома, изданного по случаю проведения такой неординарной выставки.»
Также Кристоф Левалуа принял участие в фильме Воображаемый Париж (2010, Белтелерадиокомпания, режиссёр Сергей Катьер), рассказывающий о творчестве белорусской художницы во Франции. На VII Международном Сретенском православном кинофестивале «Встреча», который проходил с 17 по 22 февраля 2012 года в четырёх городах Калужской области (Россия), фильм Воображаемый Париж был удостоен приза мэра г. Обнинска.